# قرار مجلس الأمن التابع للأمم المتحدة رقم 1491
قرار مجلس الأمن التابع للأمم المتحدة رقم 1491، المتخذ بالإجماع في 11 تموز / يوليو 2003، بعد الإشارة إلى القرارات 1031 (1995) و1088 (1996) و1423 (2002) بشأن النزاعات في يوغوسلافيا السابقة، مدد المجلس ولاية قوة تحقيق الاستقرار في البوسنة والهرسك لمدة اثني عشر شهرًا أخرى.

## القرار

### أعمال
عمل المجلس بموجب الفصل السابع من ميثاق الأمم المتحدة، وذكّر أطراف اتفاق دايتون بمسؤوليتهم عن تنفيذ الاتفاقية. وشدد على دور الممثل السامي للبوسنة والهرسك في رصد تنفيذه. كما أولى أهمية للتعاون مع المحكمة الجنائية الدولية ليوغوسلافيا السابقة.
وأثنى مجلس الأمن على البلدان المشاركة في قوة تحقيق الاستقرار، وأذن لها بمواصلة عملياتها لمدة اثني عشر شهرا إضافية؛ سيتم تمديدها إلى ما بعد هذا التاريخ إذا اقتضت الحالة في البلاد ذلك. كما أذن باستخدام التدابير اللازمة، بما في ذلك استخدام القوة والدفاع عن النفس، لضمان الامتثال للاتفاقات وسلامة وحرية تنقل أفراد القوة. وحث البلدان على توفير التدريب والمعدات والدعم لقوات الشرطة المحلية في البوسنة والهرسك، وطُلب من الأمين العام كوفي عنان تقديم تقارير من الممثل السامي للبوسنة والهرسك.
ورحب القرار كذلك بنشر بعثة الشرطة التابعة للاتحاد الأوروبي في البوسنة والهرسك منذ 1 يناير 2003، والتي خلفت بعثة الأمم المتحدة في البوسنة والهرسك .

## روابط خارجية
- نص القرار في undocs.org